# Branka u Opavy
Branka u Opavy è un comune della Repubblica Ceca facente parte del distretto di Opava, nella regione della Moravia-Slesia.